# Волинь (жіночий футбольний клуб)
ЖФК «Волинь» Луцьк — український футбольний клуб з міста Луцьк, на північному-заході країни, у 2001—2002 році виступав у Вищій лізі України.

## Історія
ЖФК «Волинь» засновано 2001 року в Луцьку. У сезоні 2001 року клуб заявився для участі у Вищій лізі України. У регулярній частині чемпіонату в групі А посіла друге місце, а в фінальному раунді — третє місце. Команда не закінчила наступний сезон у 2002 році, після 2 матчів у першому раунді клуб відмовився від подальших виступів у Вищій лізі через фінансові труднощі, а в другому раунді був включений з турніру, внаслідок чого лучанки посіли останнє четверте місці в групі А. Після цього клуб розформували.

## Клубні кольори, форма, герб, гімн
| Білий | Малиновий |

Клубні кольори — білий та малиновий. Футболісти зазвичай грають свої домашні матчі в білих футболках, білих шортах і білих шкарпетках.

## Досягнення
- Вища ліга України
  -  Бронзовий призер (1): 2001

## Структура клубу

### Стадіон
Домашні матчі клуб проводив на стадіоні «Авангард» у Луцьку, який вміщує 10 792 глядача.

## Дербі
- «Львів'янка» (Львів)